# 獅頭獸屬
獅頭獸屬（學名：Leontocephalus）是已滅絕合弓綱的一屬，屬於獸孔目的麗齒獸亞目，化石發現於南非，地質年代為二疊紀晚期的吳家坪階。
獅頭獸是在1940年由羅伯特·布魯姆（Robert Broom）所敘述、命名。在1980年由羅伯特·卡羅爾（Robert L. Carroll）歸類於麗齒獸類。獅頭獸目前有四個種，包含：L. cadlei、L. haughtoni、L. intactus、以及L. rubidgi。獅頭獸是種大型掠食動物，身長可達1.75公尺。研究人員根據頭顱骨的磨損痕跡推測，獅頭獸能夠將上下頜張開到約90度角。在2007年的一份研究，將獅頭獸的四個種都改歸類於Sycosaurus。如果這個分類成立，獅頭獸將成為Sycosaurus的一個次異名。